# Harrods
«Harrods» — один з найбільших у світі універсальних магазинів, розташований у Лондоні на Бромптон Роуд в королівському боро Кенсінгтон і Челсі на заході міста неподалік від станції метро Найтсбрідж.

## Загальні відомості
Harrods займає площу близько 20 тис. кв.м., а торгова площа становить понад 90 тис. кв.м., що майже вдвічі перевищує торгові площі другого за величиною універмагу Великої Британії — Selfridges, що знаходиться на Оксфорд-стріт. Більше 5 тис. співробітників Harrods (з більше ніж 50 країн світу) обслуговують його гостей в 330 відділах. Деякі з цих відділів, наприклад, відділ різдвяних товарів і зал продуктів відомі в усьому світі. Гасло універмагу Omnia Omnibus Ubique (все, для всіх, всюди).
У пікові дні універмаг приймає до 300 000 гостей.

## Історія
Універмаг було засновано 25-річним бізнесменом Чарльзом Генрі Гарродом (Charles Henry Harrod (1799—1885)) в 1824 році. Бізнес був розташований на південь від Темзи в Southwark. Його приміщення були розташовані на 228 Borough High Street. До 1831 року це була невелика лавка, яка торгувала тканинами і галантереєю. В 1834 році було розширено бізнес оптової торгівлі продуктами (в першу чергу чаєм). В 1849 році Харрод придбав невеликий магазин в центральній частині міста, на місці нинішнього універмагу, щоб розширити свій бізнес напередодні Великої виставки 1851 року, яка мала відбутись в Гайд-парку. Розпочавши з невеликої кімнати з двома продавцями і посильним хлопчиком, син Харрода, Чарльз Дігбі Харрод (Charles Digby Harrod (1841—1905)) до 1880 року перетворив магазин у процвітаючий роздрібний бізнес з продажу ліків, парфумерії, канцтоварів, фруктів і овочів. В кількох приміщеннях, куплених поряд, працювало понад сто чоловік.
На початку грудня 1883 через пожежу магазин був спалений дотла. Примітно, що попри це лихо, Чарльз Харрод молодший виконав всі свої зобов'язання перед клієнтами щодо різдвяних поставок у тому році, і при цьому отримав рекордний прибуток. Згодом магазин був заново побудований на тому ж місці. Розпочате в 1894 будівництво повністю було завершене в 1905 за проектом архітектора Чарльза Вільяма Стефенса (Charles William Stephens). Постійно збільшувалась кількість його покупців. Серед них були такі відомі люди як Оскар Уайльд, Чарлі Чаплін, Елен Террі, Ноел Кауард, Лоуренс Олів'є, Вів'єн Лі , Зигмунд Фрейд, Алан Александр Мілн і багато членів королівської сім'ї.
У середу, 16 листопада 1898 в магазинах Harrods на Бромптон Роуд дебютували перші в Англії «рухомі сходи» (ескалатор). Гостям універмагу зі слабкими нервами пропонували бренді на виході зі сходів, щоб заспокоїти їх після важких «випробувань».
Хоча універмаг неодноразово перепродавався різним власникам, його назва Harrods була збережена. В 1985 році Harrods був придбаний братами аль-Файєд. У 2010 році універмаг було продано державному «Катарському інвестиційному фонду» за £1,5 млрд.

## Товари і послуги
330 відділів універмагу пропонують найрізноманітніші товари та послуги: одяг для жінок, чоловіків, дітей і немовлят, електроніка, ювелірні вироби, спортивні товари, весільні приналежності, товари для домашніх тварин, іграшки, їжа, товари для здоров'я і краси, побутова техніка, меблі, а також посуд і багато іншого.
На гостей універмагу чекають 32 ресторани, які пропонують різноманітні варіанти меню від вечірнього чаювання (high tea) і тапасу до високої кухні (haute cuisine). В універмазі діє програма персональної допомоги з шопінгу, відома як «By Appointment», майстерня з ремонту годинників, кравець, аптека, спа-салон краси і, перукарня, відділ фінансових послуг Harrods; відділення банку; сервіс планування і дизайну ванних кімнат Ella Jade; доставка їжі, вин, замовлення тортів.
Група компаній Harrods володіє такими пов'язаними бізнесами як:
- Harrods Bank Limited
- Harrods Estates
- Harrods Aviation
- Air Harrods
- Harrods Buenos Aires